# Bent Krog
Bent Krog (Copenaghen, 31 marzo 1935 – 13 agosto 2004) è stato un calciatore danese, di ruolo centrocampista.

## Carriera
A livello di club, vestì per tutta la carriera la maglia del Kjøbenhavns Boldklub, per 9 stagioni. Nel 1958 fu finalista in Coppa di Danimarca.
Collezionò 3 presenze in Coppa dei Campioni.
Nel 1960, partecipò ai Giochi della XVII Olimpiade di Roma con la Nazionale olimpica della Danimarca. Vinse la medaglia d'argento, tuttavia non scese mai in campo.
Nel 1961, collezionò 5 presenze con la nazionale maggiore.

## Palmarès

### Nazionale
- Argento olimpico: 1

Roma 1960